# Gene Taylor (Politiker, 1928)

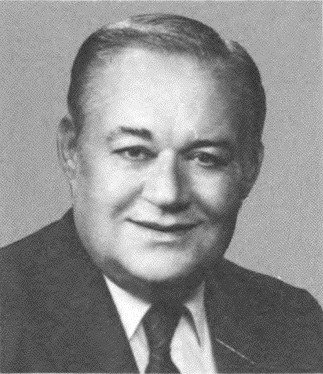
Gene Taylor (1985)

Gene Taylor (* 10. Februar 1928 bei Sarcoxie, Jasper County, Missouri; † 27. Oktober 1998 in Springfield, Missouri) war ein US-amerikanischer Politiker. Zwischen 1973 und 1989 vertrat er den Bundesstaat Missouri im US-Repräsentantenhaus.

## Werdegang
Gene Taylor besuchte die öffentlichen Schulen seiner Heimat und studierte danach zwischen 1945 und 1947 am Southwest Missouri State College in Springfield. In den Jahren 1948 und 1949 diente er in der Nationalgarde von Missouri. Zwischen 1958 und 1973 war er Autohändler. Gleichzeitig begann er als Mitglied der Republikanischen Partei eine politische Laufbahn. Zwischen 1954 und 1960 amtierte er als Bürgermeister von Sarcoxie. Von 1966 bis 1972 gehörte Taylor dem Republican National Committee an. Im gleichen Zeitraum war er Delegierter zu den regionalen republikanischen Parteitagen in Missouri. Außerdem nahm er in den Jahren 1960 und 1968 als Delegierter an den Republican National Conventions teil, auf denen jeweils Richard Nixon als Präsidentschaftskandidat nominiert wurde.
Bei den Kongresswahlen des Jahres 1972 wurde Taylor im siebten Wahlbezirk von Missouri in das US-Repräsentantenhaus in Washington, D.C. gewählt, wo er am 3. Januar 1973 die Nachfolge von Durward Gorham Hall antrat. Nach sieben Wiederwahlen konnte er bis zum 3. Januar 1989 acht Legislaturperioden im Kongress absolvieren. In dieser Zeit endete der Vietnamkrieg. 1974 überschattete die Watergate-Affäre auch die Arbeit des Kongresses.
Im Jahr 1988 verzichtete Gene Taylor auf eine erneute Kandidatur. Anschließend zog er sich aus der Politik zurück. Er starb am 27. Oktober 1998 in Springfield.